# Ghiacciaio Bowers (Dipendenza di Ross)
Il ghiacciaio Bowers è un ghiacciaio lungo circa 21 km situato nella parte nord-occidentale della Dipendenza di Ross, nell'Antartide orientale. Il ghiacciaio Bowers, il cui punto più alto si trova a circa 2300 m s.l.m., si trova sulla costa di Borchgrevink, nella parte orientale dei monti della Vittoria, dove fluisce verso nord-est, scorrendo tra la cresta Piore, a ovest, e il monte Northampton, a est, fino a unire il proprio flusso a quello del ghiacciaio Tucker.

## Storia
Il ghiacciaio Bowers è stato mappato da membri dello United States Geological Survey (USGS) grazie a fotografie aeree scattate dalla marina militare statunitense nel periodo 1960-64, e così battezzato dal Comitato consultivo dei nomi antartici in onore di Chester H. Bowers, un meteorologo di stanza presso la stazione Hallett nel 1962.